# (1941) Wild
(1941) Wild (aussi nommé 1931 TN1) est un astéroïde de la ceinture principale, découvert le 6 octobre 1931 par Karl Wilhelm Reinmuth à Heidelberg, en Allemagne. 
Il a été nommé en hommage à Paul Wild, astronome suisse.